# Bantarujeg (plaats)
Bantarujeg is een bestuurslaag in het regentschap Majalengka van de provincie West-Java, Indonesië. Bantarujeg telt 3552 inwoners (volkstelling 2010).